# Associazione Sportiva Cosenza 1963-1964
Questa pagina raccoglie le informazioni riguardanti l'Associazione Sportiva Cosenza nelle competizioni ufficiali della stagione 1963-1964.

## Rosa
| N. |                   | Ruolo | Calciatore         |
| -- | ----------------- | ----- | ------------------ |
|    | Italia (bandiera) | D     | Ferdinando Baston  |
|    | Italia (bandiera) | A     | Giuseppe Calzolari |
|    | Italia (bandiera) | A     | Renato Campanini   |
|    | Italia (bandiera) | C     | Bruno Cantone      |
|    | Italia (bandiera) | C     | Mario Dalla Pietra |
|    | Italia (bandiera) | C     | Sergio Danelon     |
|    | Italia (bandiera) | P     | Franco Dinelli     |
|    | Italia (bandiera) | D     | Franco Fontana     |
|    | Italia (bandiera) | D     | Antonino Gerbaudo  |
|    | Italia (bandiera) | C     | Rolando Gramoglia  |
|    | Italia (bandiera) | A     | Ulisse Gualtieri   |

| N. |                   | Ruolo | Calciatore         |
| -- | ----------------- | ----- | ------------------ |
|    | Italia (bandiera) | C     | Giustino Ippolito  |
|    | Italia (bandiera) | C     | Renzo Longhi       |
|    | Italia (bandiera) | C     | Franco Marmiroli   |
|    | Italia (bandiera) | A     | Giovanni Meregalli |
|    | Italia (bandiera) | D     | Francesco Millea   |
|    | Italia (bandiera) | D     | Edoardo Orlando    |
|    | Italia (bandiera) | P     | Vincenzo Ravera    |
|    | Italia (bandiera) | P     | Silvestri Romeo    |
|    | Italia (bandiera) | A     | Carmine Tascone    |
|    | Italia (bandiera) | C     | Maurizio Thermes   |

## Risultati

### Campionato

#### Girone di andata
| 15 settembre 1963 1ª giornata | Foggia & Incedit | 1 – 0 | Cosenza |  |

| 22 settembre 1963 2ª giornata | Cosenza | 1 – 0 | Padova |  |

| 29 settembre 1963 3ª giornata | Cosenza | 1 – 2 | Brescia |  |

| 6 ottobre 1963 4ª giornata | Prato | 2 – 0 | Cosenza |  |

| 13 ottobre 1963 5ª giornata | Venezia | 0 – 0 | Cosenza |  |

| 27 ottobre 1963 6ª giornata | Cosenza | 1 – 0 | Potenza |  |

| 3 novembre 1963 7ª giornata | Pro Patria | 2 – 0 | Cosenza |  |

| 10 novembre 1963 8ª giornata | Udinese | 3 – 1 | Cosenza |  |

| 17 novembre 1963 9ª giornata | Cosenza | 2 – 0 | Parma |  |

| 24 novembre 1963 10ª giornata | Cagliari | 1 – 0 | Cosenza |  |

| 1º dicembre 1963 11ª giornata | Napoli | 2 – 0 | Cosenza |  |

| 8 dicembre 1963 12ª giornata | Cosenza | 1 – 1 | Verona |  |

| 15 dicembre 1963 13ª giornata | Catanzaro | 2 – 0 | Cosenza |  |

| 22 dicembre 1963 14ª giornata | Cosenza | 0 – 1 | Alessandria |  |

| 29 dicembre 1963 15ª giornata | Cosenza | 0 – 0 | Lecco |  |

| 5 gennaio 1964 16ª giornata | Triestina | 2 – 1 | Cosenza |  |

| 9 dicembre 1979 17ª giornata | Cosenza | 0 – 1 | Varese |  |

| 19 gennaio 1964 18ª giornata | Cosenza | 1 – 0 | Palermo |  |

| 26 gennaio 1964 19ª giornata | Simmenthal-Monza | 0 – 0 | Cosenza |  |

#### Girone di ritorno
| 2 febbraio 1964 20ª giornata | Cosenza | 1 – 3 | Foggia & Incedit |  |

| 16 febbraio 1964 21ª giornata | Padova | 3 – 0 | Cosenza |  |

| 23 febbraio 1964 22ª giornata | Brescia | 6 – 0 | Cosenza |  |

| 1º marzo 1964 23ª giornata | Cosenza | 2 – 0 | Prato |  |

| 8 marzo 1964 24ª giornata | Cosenza | 3 – 0 | Venezia |  |

| 15 marzo 1964 25ª giornata | Potenza | 1 – 1 | Cosenza |  |

| 22 marzo 1964 26ª giornata | Cosenza | 0 – 0 | Pro Patria |  |

| 29 marzo 1964 27ª giornata | Cosenza | 1 – 0 | Udinese |  |

| 5 aprile 1964 28ª giornata | Parma | 2 – 1 | Cosenza |  |

| 12 aprile 1964 29ª giornata | Cosenza | 1 – 3 | Cagliari |  |

| 26 aprile 1964 30ª giornata | Cosenza | 0 – 0 | Napoli |  |

| 3 maggio 1964 31ª giornata | Verona | 1 – 0 | Cosenza |  |

| 10 maggio 1964 32ª giornata | Cosenza | 2 – 1 | Catanzaro |  |

| 17 maggio 1964 33ª giornata | Alessandria | 0 – 0 | Cosenza |  |

| 24 maggio 1964 34ª giornata | Lecco | 1 – 0 | Cosenza |  |

| 31 maggio 1964 35ª giornata | Cosenza | 0 – 0 | Triestina |  |

| 7 giugno 1964 36ª giornata | Varese | 1 – 0 | Cosenza |  |

| 14 giugno 1964 37ª giornata | Palermo | 2 – 2 | Cosenza |  |

| 21 giugno 1964 38ª giornata | Cosenza | 0 – 2 | Simmenthal-Monza |  |